# Minipimer
El Minipimer™ és un batedor de braç dissenyat per Gabriel Lluelles Rabadà el 1959 mentre treballava a l'empresa Pimer, acrònim de Pequeñas Industrias Mecánico Eléctricas Reunidas, que més tard es fusionaria amb l'empresa alemanya Braun GmbH, actual propietària de la marca Minipimer, nom amb el qual comercialitza els batedors de braç en castellà i en italià, mentre que per la resta d'idiomes utilitza el terme multiquick. El 1994 el mateix Gabriel Lluelles Rabadà, va donar al Museu de les Arts Decoratives de Barcelona un exemplar de la batedora Minipimer, que s'exposa a la col·lecció permanent del museu, ubicada al Palau Reial de Pedralbes.

## Història
El primer model que va sortir al mercat fou el MR1
El model Minipimer MR2 va ser de les primeres batedores de mà elèctriques robustes i operatives del mercat estatal, amb un disseny compacte i depurat. En aquesta versió l'interruptor queda incorporat a l'interior de la nansa, cosa que permet un control perfecte de maneig, i la connexió elèctrica és una prolongació del mànec. Va fabricar-se només en monotensió: 125-160, 220 V, 50 Hz i 100 W (la tensió 160 V era especial per a Galícia). Es compon de fulla, disc batedor i disc emulsionador intercanviables; suport de paret, filtre-liquador i recipient graduat amb tapa; receptari i caixa expositora. el MR2 va ser dissenyat el 1963. La seva sortida al mercat nacional el 1964 va suposar un gran èxit de vendes, cosa que va alleujar considerablement la crisi econòmica que patia la firma. El 1967 el preu era de 1.161 ptes. Va tenir molta acceptació per la versatilitat, manejabilitat i facilitat de neteja. Es va exportar a tot el continent europeu i va deixar de fabricar-se el 1984.